# Jiong
Jiong (扃, Jiōng) bio je kralj drevne Kine, 12. vladar iz dinastije Xije.
Bio je sin kralja Xiea, a naslijedio je brata Bu Jianga. Nije poznato tko mu je bila žena, ali se zna da je imao sina Jina.